# حصي (مكيراس)

تعديل مصدري - تعديل

حصي هي إحدى قرى عزلة مكيراس بمديرية مكيراس التابعة لمحافظة البيضاء، بلغ تعداد سكانها 100 نسمة حسب تعداد اليمن لعام 2004.